# Église Saint-Julien de Courville
Pour les articles homonymes, voir Église Saint-Julien.
L'église Saint-Julien est une église catholique située à Courville, en France.

## Localisation
L'église est située dans le département français de la Marne, sur la commune de Courville.

## Historique

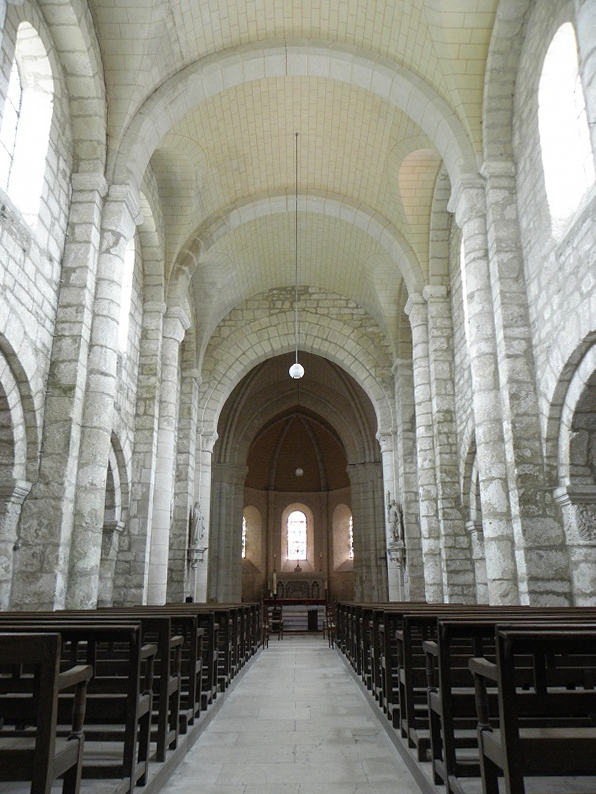
Nef de l'église, avec vue sur le chœur.

L'église fut construite entre les XIe et XIIIe siècles. Des deux étages de sa nef, le premier, de style roman, date du XIe et le second, de style gothique, du XIIIe. Ce deuxième étage constituait la chapelle des archevêques de Reims, au château desquels elle était reliée par une passerelle. Initialement située au-dessus du narthex, cette chapelle fut agrandie au XVe sur les deux premières travées de la nef .
L'église subit de graves dommages pendant la Première Guerre mondiale, en particulier à cause de l'explosion du château, provoquée en 1918 par les troupes allemandes.
L'édifice fut classé au titre des monuments historiques en 1920.

## Description
L'église est surmontée d'une haute tour romane. La partie la plus ancienne est la nef étayée par des demi-colonnes appareillées ; la nef est de deux niveaux de grandes arcades surmontées de fenêtres hautes. Actuellement elle est couverte par une voûte de 1895 qui a remplacé un plafond en bois.
À l'intérieur se trouvent des chapiteaux romans d'une grande variété, palmes, palmettes et entrelacs, fleurs ouvertes, cercles entrelacés, torsades en colliers, mais aussi des scènes comme Jonas et la baleine.  Il y a un retable de style gothique flamboyant.
Les vitraux sont plus modernes, réalisés par l'atelier Simon-Marq et Auguste Labouret. En 1895, la famille de Bracquemont, alors propriétaire du château, fit don à l'église de deux verrières, représentant d'une part Saint Adrien et d'autre part Saint Stanislas de Kostka. À cause des dégradations subies par l'église pendant la guerre, seule la deuxième, qui a été restaurée en 1922, existe encore aujourd'hui.

Exemples de chapiteaux
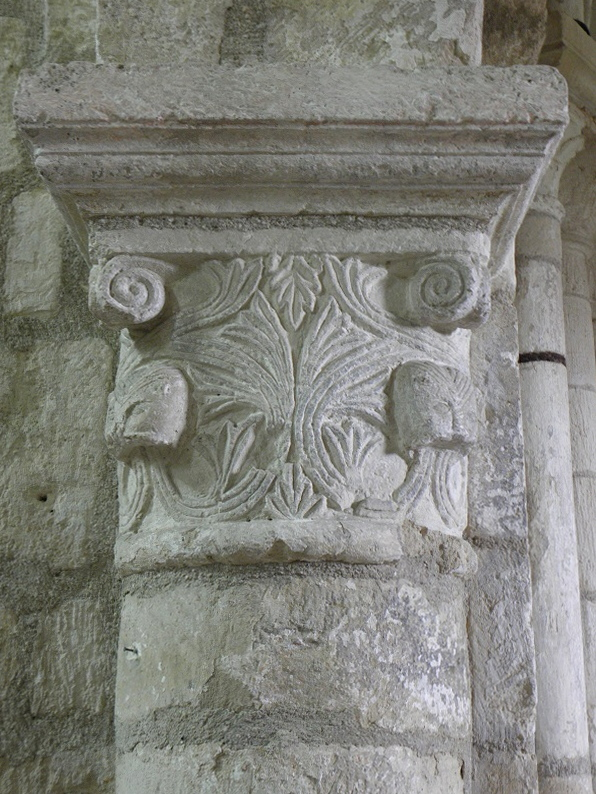
Chapiteau à décor végétal orné de deux têtes animales sculptées.
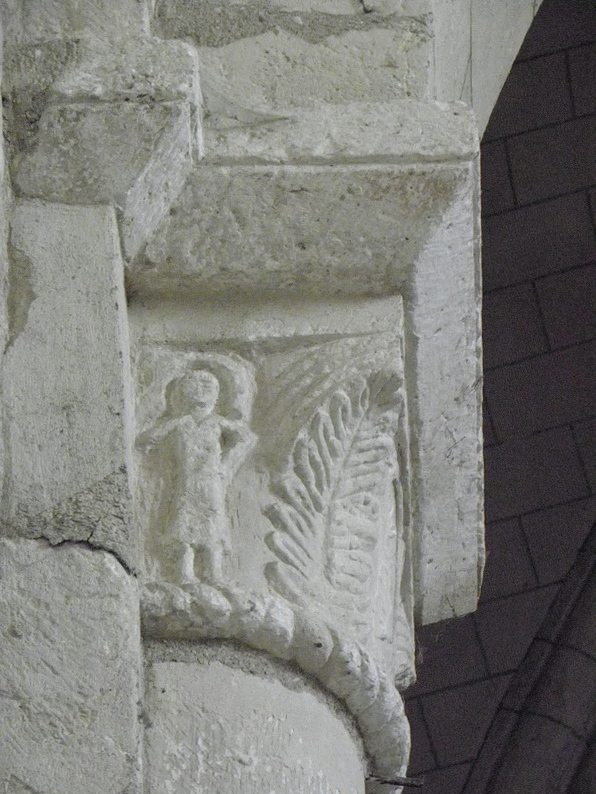
Chapiteau représentant un personnage debout à côté d'une palme.
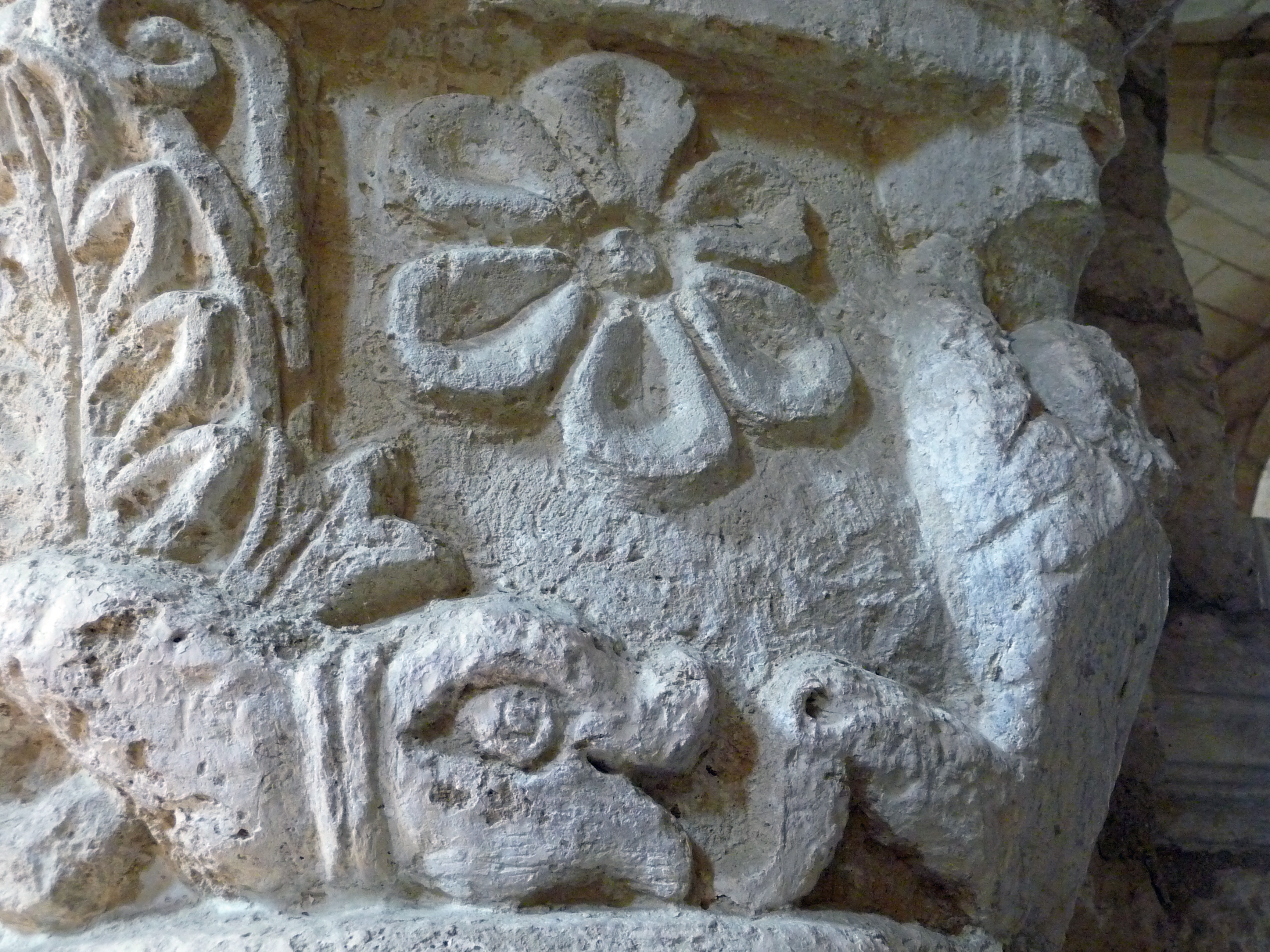
Avec un poisson.
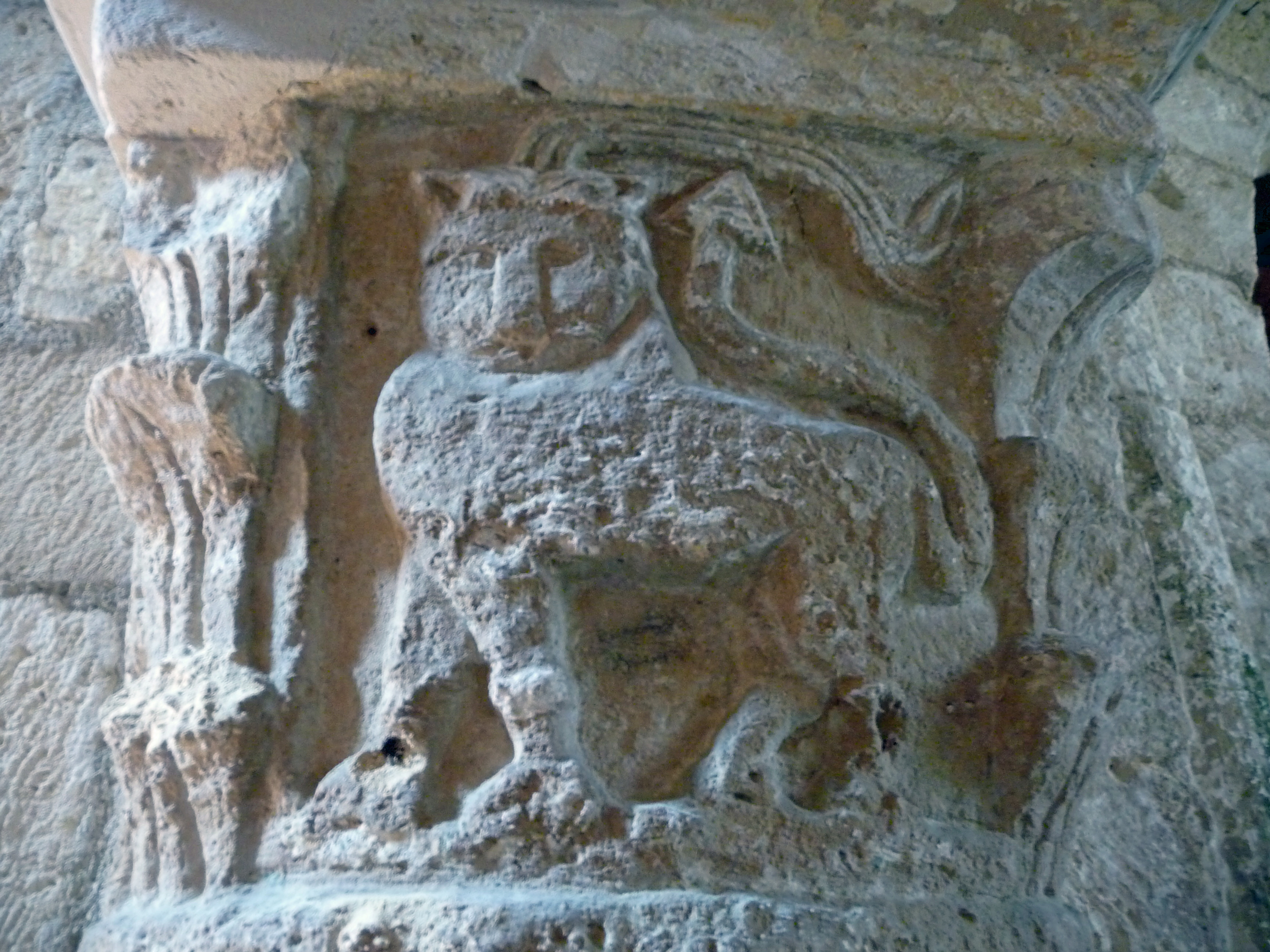
Un sphinx.
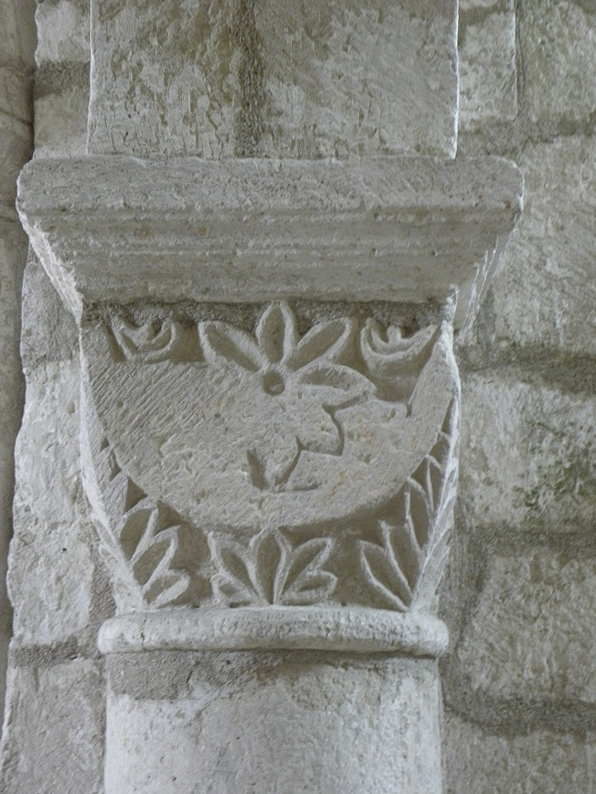
Inachevé ?

## Mobilier
En l'église se trouvent aussi un retable classé du XVe siècle, un calvaire polychrome classé entouré de la Vierge et saint Jean du XVIe siècle. Un tableau représentant la crucifixion sur bois est classé, il date de la fin du XVIe siècle.

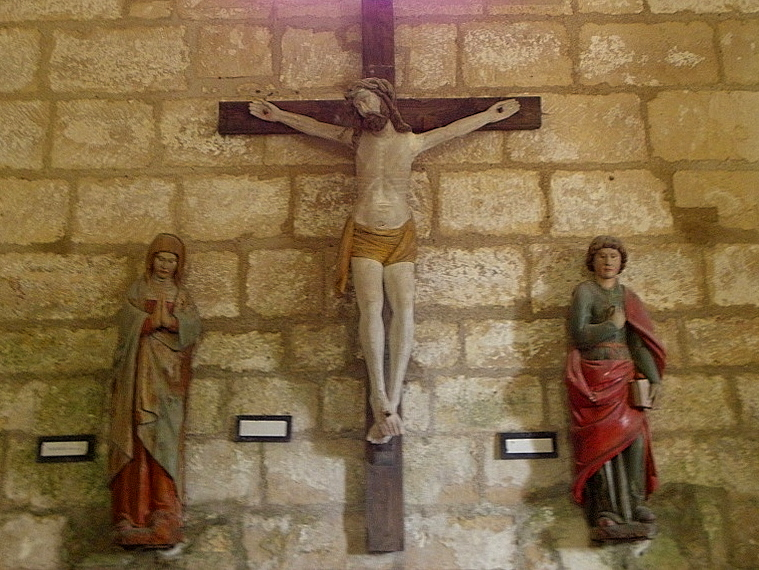
Clavaire.
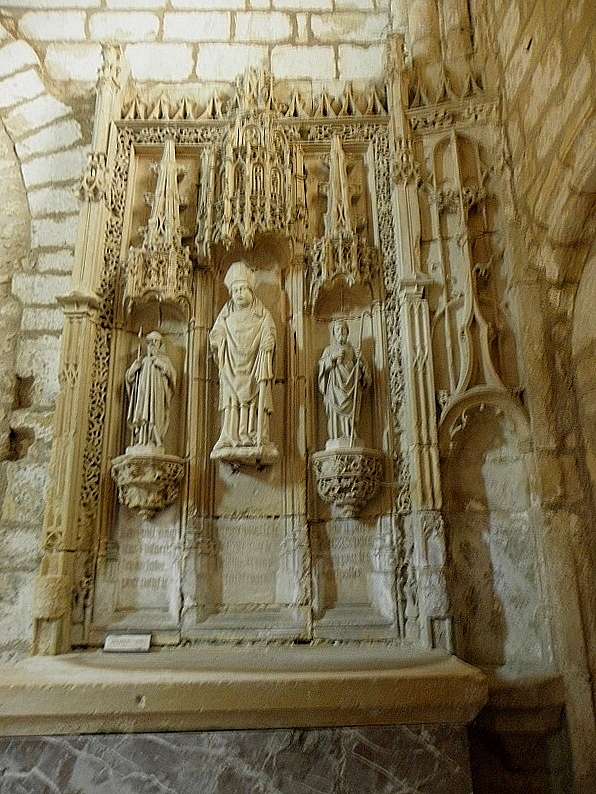
Retable.
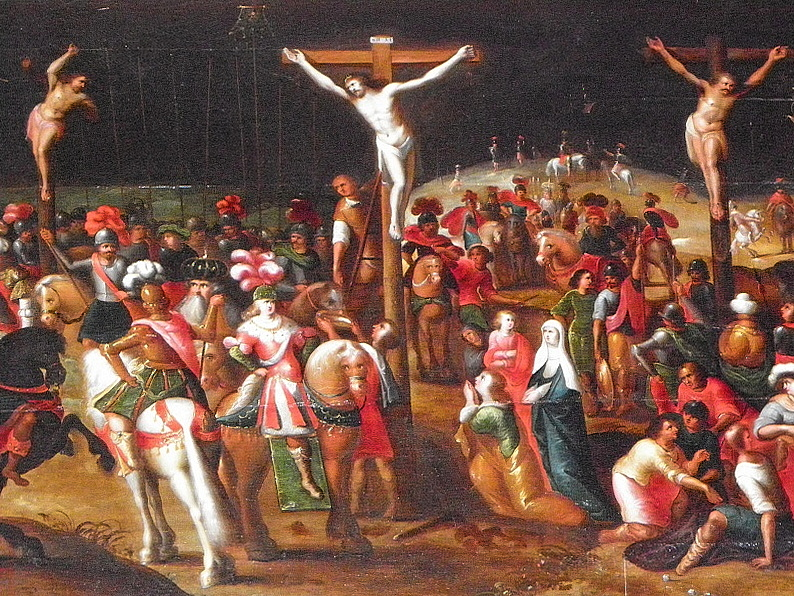
Tableau.
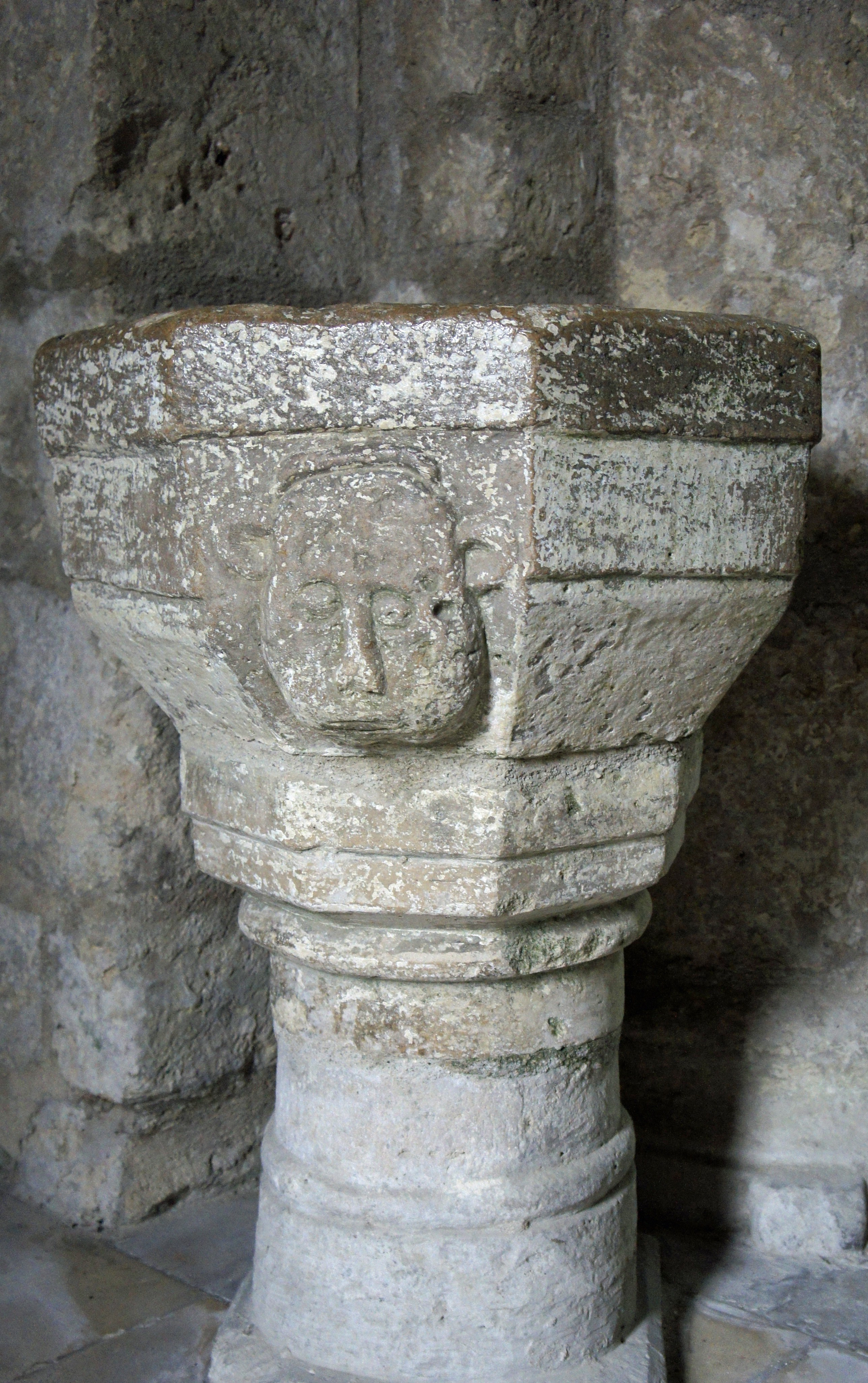
Fonts baptismaux.

## Images

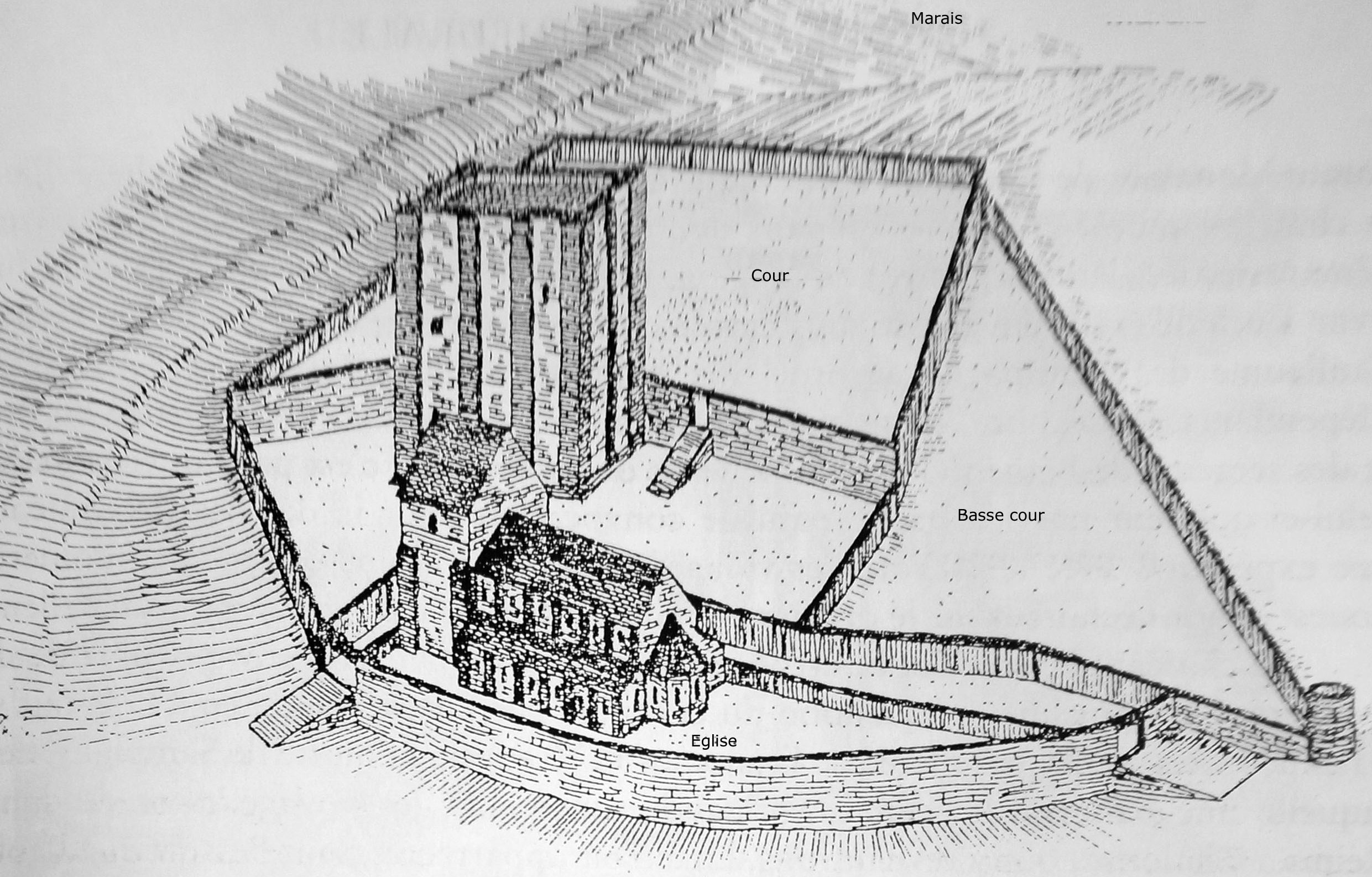
L'église devant le château.
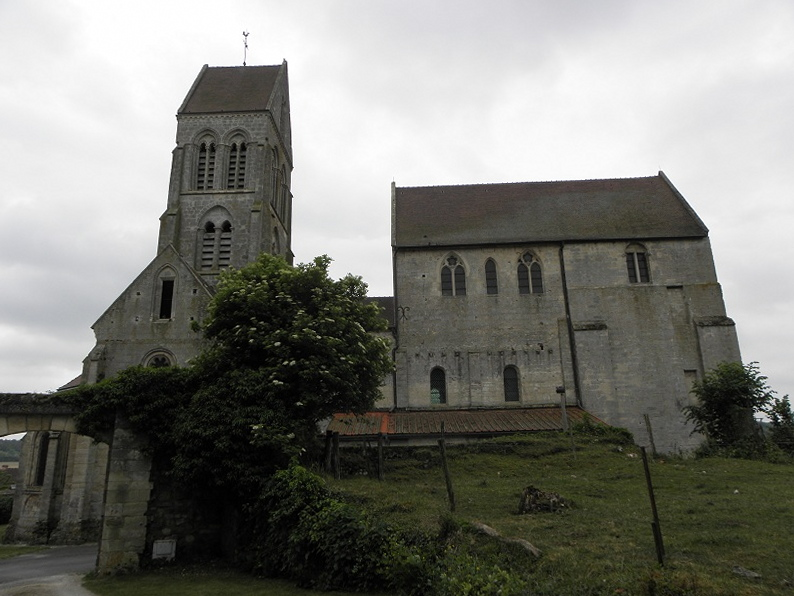
La silhouette caractéristique.
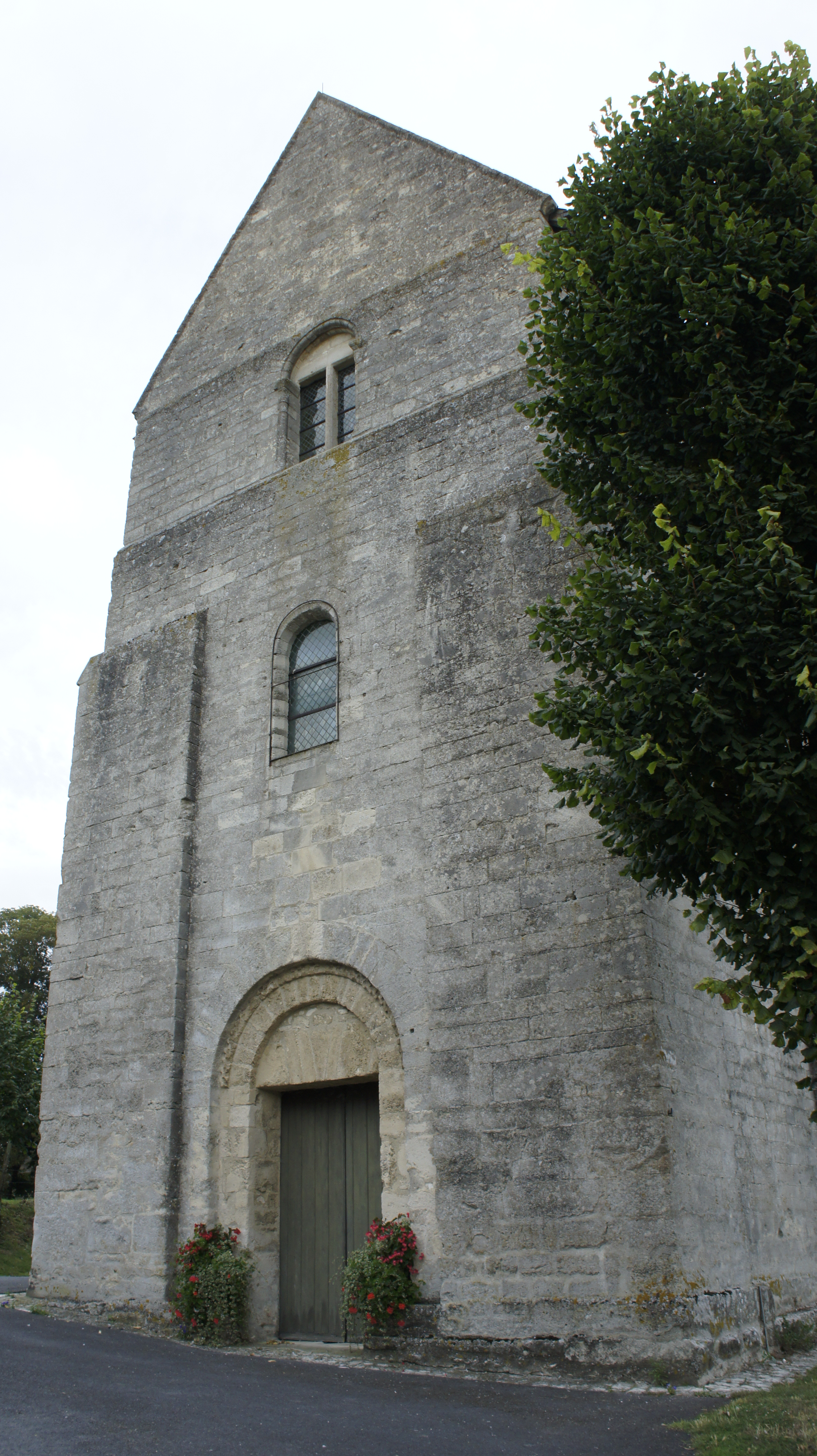
Le portail occidental.
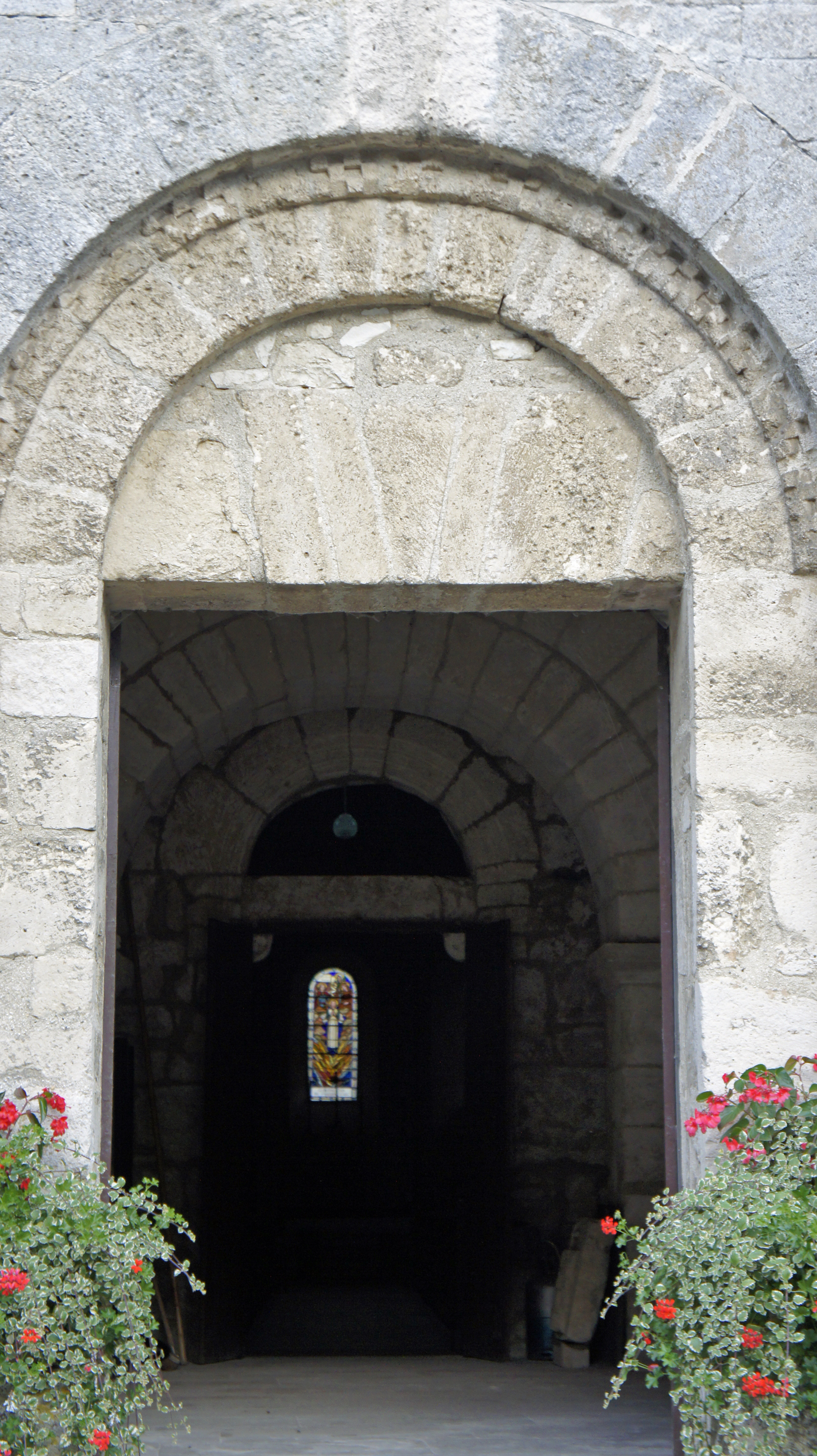
Portail du narthex et occidental.
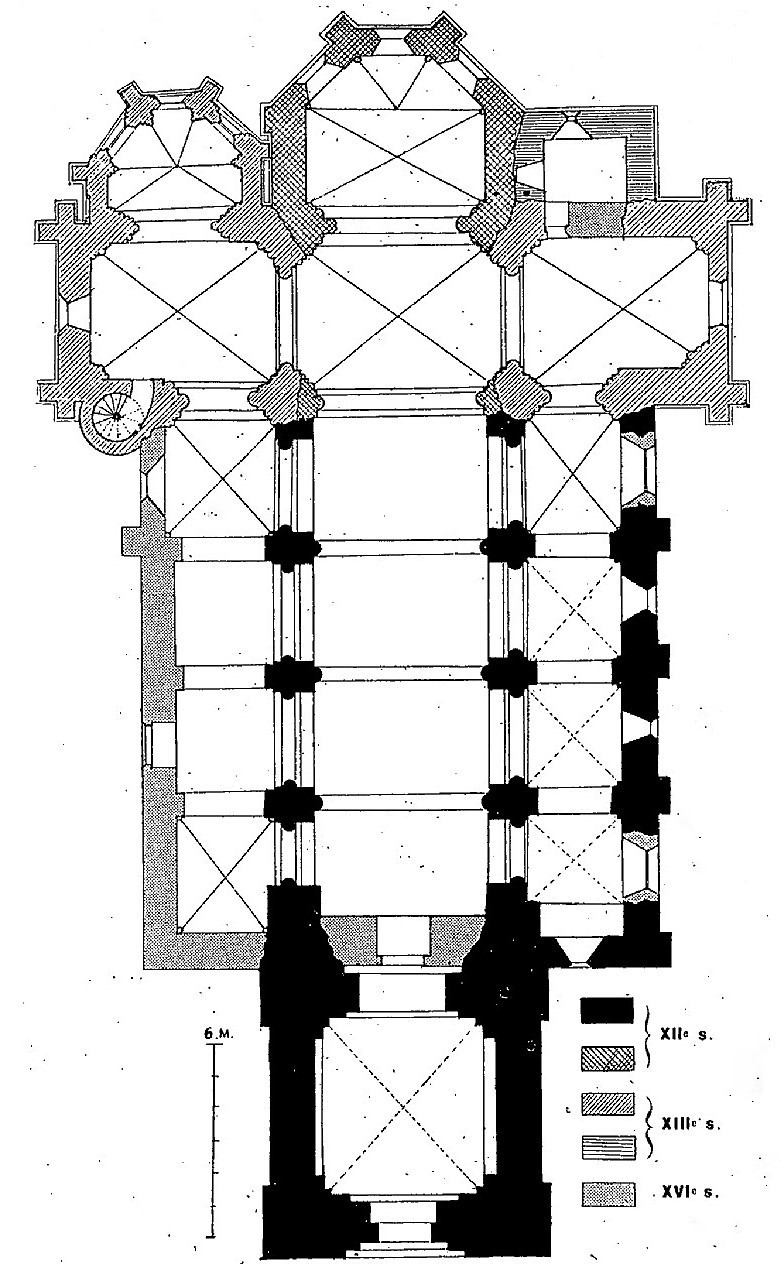
Plan de l'église Congrès archéologique de France, 1911.